# Municipalità locale di Sakhisizwe
Sakhisizwe è una municipalità locale (in inglese Sakhisizwe Local Municipality) appartenente alla municipalità distrettuale di Chris Hani della  Provincia del Capo Orientale in Sudafrica. 
In base al censimento del 2001 la sua popolazione è di 62.856 abitanti.
La sede amministrativa e legislativa è la città di Elliot e il suo territorio si estende su una superficie di 2.250 km² ed è suddiviso in 7 circoscrizioni elettorali (wards). Il suo codice di distretto è EC138.

## Geografia fisica

### Confini
La municipalità locale di Sakhisizwe confina a nord con quelle di Senqu e Elundini (Ukhahlamba), a est con quella di Engcobo, a sud con quella di Intsika Yethu e a ovest con quella di Emalahleni.

### Città e comuni
- Askeaton
- Cala
- Cala Road
- Ehlatini
- Elliot
- Emaqwatini
- Eqolombeni
- Lufuta
- Masibambane
- Qiba
- Sidindi
- Xalanga

### Fiumi
- Cala
- Kuntwanazana
- Kwamaxongo
- Indwe
- Mbokotwa
- Mgwali
- Nqancule
- Ntsuba
- Slang
- Tsomo
- Xuka

### Dighe
- Ncora Dam